# Jakob Emele

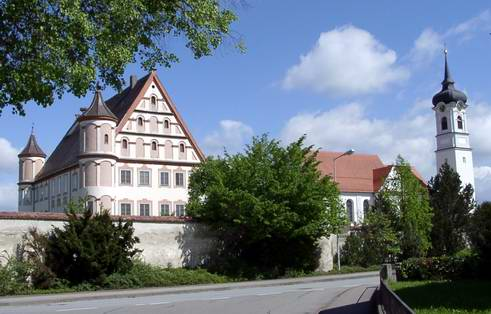
Ummendorfer Barockkirche

Johann Jakob (Jacob) Emele (* 13. Juli 1707 in Stafflangen; † 8. August 1780 in Roppertsweiler) war ein süddeutscher Barockbaumeister, der hauptsächlich im Dienst des Reichsstifts Schussenried tätig war.

## Leben
Die Familie Emele stammt aus dem Schwarzwald. Nach dem Dreißigjährigen Krieg war der Urgroßvater aus St. Blasien eingewandert und 1659 mit einem dem Spital Biberach an der Riß gehörenden Gut in Muttensweiler belehnt worden.
Der Vater von Jakob Emele zog nach Stafflangen. Jakob Emele wurde am 13. Juli 1707 als Sohn des Mathäus Emele in das Stafflanger Taufregister eingetragen. Über seine Lehrzeit ist nichts bekannt. Am 10. November 1729 heiratete Jakob Emele die Tochter des kürzlich verstorbenen Maurermeisters Johann Schwärzler Katharina Schwärzlerin von Roppertsweiler.
Durch die Ausbildung bei Hans Michael Köpf, einem Vorarlberger Meister, lernte er das Formenrepertoire dieser 'Bauschule' kennen. Wesentlichen Einfluss auf seine stilistische Entwicklung nahm aber vor allem Dominikus Zimmermann. Die Beteiligung am Bau der Wallfahrtskirche Steinhausen von Jakob Emele 1729/31 ist bezeugt.
Schon sieben Jahre später nennt er sich Zunft- und Baumeister, im folgenden Jahr zeichnet er bereits als Oberzunftmeister. Am 17. November 1742 unterschreibt er in einem Protokoll als Zunft- und Baumeister.
Im Jahr 1742 erhielt er auch den Auftrag, den Kirchturm der Ummendorfer Pfarrkirche neu zu gestalten.
1750 wird Emele zum Baumeister des Stifts Schussenried ernannt, für das er bis 1765 den von Zimmermann entworfenen Klosterbau ausführt und leitet. Emeles eigene Planung der Stiftskirche bleibt unausgeführt.
Für die Grafen von Montfort baut Emele das neue Schloss Tettnang um, eine mächtige Vierflügelanlage mit hervorragenden Prunkräumen (1745–72).
Beim Wettbewerb für die Fassade der Stiftskirche in Waldsee setzt er sich gegen Franz Anton Bagnato mit einer Konvexfassade durch, deren Türme über Eck stehen (1765–68).

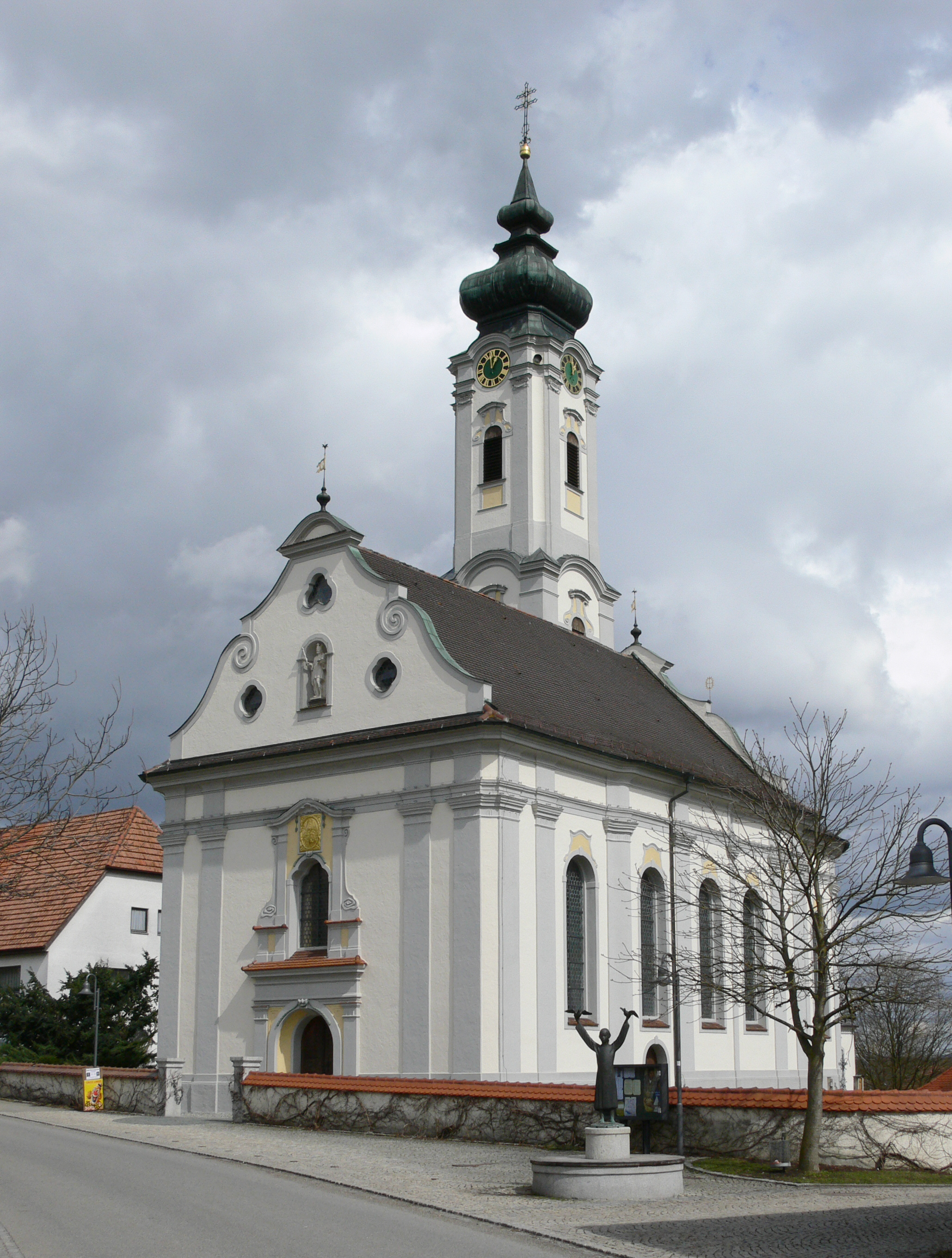
Pfarrkirche Otterswang

Emele ist als einer der bedeutendsten Baumeister im unmittelbaren Umkreis Dominikus Zimmermanns anzusehen. Doch tragen seine Bauten kaum Züge von Nachahmung Zimmermanns, sondern haben durchaus ihre eigene Wesensart, die viele Züge lokaler Bautraditionen aufweist. Schöne Beispiele dafür sind die Pfarrkirchen von Muttensweiler (1750–51) und Otterswang (1777–79), zwei Dorfkirchen von sehr unterschiedlichem Charakter. Qualitätvoll sind auch seine ländlichen Profanbauten, darunter meist sehr schön proportionierte Pfarrhäuser in Eberhardzell, 1739–41, Eggmannsried, 1748 und Stafflangen, 1758–60.
Jakob Emele starb im hohen Alter am 8. August 1780 in Roppertsweiler bei Bad Schussenried an der Wassersucht.